# Ołeksandr Ponomariow (wokalista)
Ołeksandr Wałerijowycz Ponomariow (ukr. Олександр Валерійович Пономарьов; ur. 9 sierpnia 1973 w Chmielnickim) – ukraiński piosenkarz i kompozytor, autor tekstów, muzyk i aranżer. Narodowy Artysta Ukrainy.
Reprezentant Ukrainy w 48. Konkursie Piosenki Eurowizji (2003). 

## Życiorys
Urodził się w Chmielnickim w rodzinie, w której ojciec pochodził z części zachodniej Ukrainy (Chmielnicki), a matka ze wschodu (Donieck). Po zakończeniu Szkoły Muzycznej w Chmielnickim w 1993 wstąpił do Instytutu Muzycznego we Lwowie na wydział wokalistyki. 
W 1993 zdobył pierwsze miejsce na festiwalu Czerwona Ruta, na którym otrzymał też nagrodę za najlepszy wokal. W 1993 został uznany za najlepszego ukraińskiego wykonawcę muzyki pop. Zajął drugie miejsce podczas Międzynarodowego Festiwalu Sztuk „Słowiański Bazar” organizowanego w Witebsku. W 1995 zdobył pierwszą nagrodę podczas Międzynarodowego Konkursu im. Wołodymira Iwasiuka dla młodych wokalistów. Rok później wydał swój debiutancki album studyjny pt. Z ranku do noczi. W tym samym roku wygrał Festiwal More Druziw oraz został uznany piosenkarzem roku na festiwalu Tavria Games, to miano utrzymywał przez kolejne cztery lata. W 1997 wydał drugi album studyjny pt. Persza i ostannia lubow, a trasa koncertowa promująca krążek została pierwszą trasą w historii ukraińskiego rynku muzycznego. Wiosną 1998 został najmłodszym w historii laureatem tytułu Zasłużonego Artysty Ukrainy. W 2000 premierę miał jego kolejny album studyjny pt. Wona. 2 września jako pierwszy w historii wykonał hymn narodowy podczas meczu piłki nożnej, śpiewając go przed meczem między Ukrainą a Polską, rozegranym na Stadionie Olimpijskim w Kijowie. W tym samym roku odbył trasę koncertową promującą płytę pt. Win (2001). Przez kolejne dwa lata ponownie otrzymywał tytuł „piosenkarza roku” na festiwalu Tavria Games.

Ponomariow (2009)

W 2003 został wewnętrznie wybrany na reprezentanta Ukrainy w 48. Konkursie Piosenki Eurowizji. 24 maja z utworem „Hasta la vista” zajął 14. miejsce w finale konkursu w Rydze. Po udziale w konkursie został prowadzącym program Zołota Żar-ptycia, podczas którego prezentował wyniki notowań ukraińskich list przebojów. W kolejnych latach wydał kilka albumów studyjnych: Kraszcze (2004), Ja lublu tilky tebe (2006) i Niczenkoju (2007). W 2005 poprowadził program kulinarny Smaczna kraina. W 2011 został jednym z jurorów programu Narodna zirka i Gołos Ukrainy. W 2012 został odznaczony nagrodą YUNA dla „najlepszego wokalisty ostatnich 20 lat”.

## Wpływ na popkulturę
W 2005 w Pałacu Kultury „Ukraina” po raz pierwszy zorganizowany został Charytatywny Bal im. Ołeksandra Ponomariowa, którego współorganizatorem został Prezydent Ukrainy. Pieniądze zebrane podczas wieczoru zostały przekazane na zakup sprzętu do intensywnej terapii dla noworodków.

## Dyskografia
Albumy studyjne
- Z ranku do noczi (1996)
- Persza i ostannia lubow (1997)
- Wona (2000)
- Win (2001)
- Ja lublu tilky tebe (2006)
- Niczenkoju (2007)

Albumy kompilacyjne
- Golden Hits (2007)